# جون بولز (لاعب دارت)
جون بولز (بالإنجليزية: John Bowles)‏ هو لاعب دارت بريطاني، ولد في 26 مايو 1967.

## وصلات خارجية
- جون بولز على موقع DartsDatabase.co.uk (الإنجليزية)